# 山野峡
山野峡（やまのきょう）は、広島県福山市の北部、吉備高原の縁辺に位置する小田川上流の渓谷。
龍頭峡（古谷川）峡、猿鳴峡の総称であり、一帯は瀑布、深淵が連続する。特に小田川支流の下原川上流部の竜頭の滝はハイライトで、落差40mを誇り、水量も多い。また、一帯は石灰岩質の地質から成り、石灰岩性の植物の宝庫でもある。この地域で見られる植物としては、アケボノシュスラン、ツメレンゲ、アオイカズラ、フタバアオイなど。また、野鳥の宝庫としても知られており、愛鳥家の来訪も多い。

## アクセス
自動車
最寄ICは、山陽自動車道 福山東ICまたは笠岡IC。
広島県道21号加茂油木線および広島県道・岡山県道104号坂瀬川芳井線、広島県道418号井関加茂線沿い。
交通機関
最寄駅は、JR福塩線 道上駅または井原鉄道井原線 井原駅。
最寄駅よりタクシーを利用。（路線バスは、山野行きとして井原駅から北振バス、JR山陽新幹線・山陽本線 福山駅から井笠鉄道バスが運行されている。但し、便数が限られているため注意。）